# 전략적 봉쇄소송
전략적 봉쇄소송(strategic lawsuit against public participation, SLAPP) 또는 입막음 소송은 공적 의제에 관한 비판이나 반대 여론을 위축시킬 목적으로 제기하는 소송을 말한다. 대한민국에서는 노동쟁의를 위축시킬 목적으로도 전략적 봉쇄소송이 제기되기도 한다.
전략적 봉쇄소송에서 원고는 승소판결을 받는 것을 목적으로 하는 것이 아니라 상대방에게 법적 대응에 필요한 비용을 지불하게 하고, 두려움과 정신적 고통으로 인해 활동을 단념하게 하는 데 있다.
미국의 사회과학자 Canan과 법학자 Prigg이 전략적 봉쇄소송 개념을 고안했다.
전략적 봉쇄소송은 헌법상 청원권과 표현의 자유를 침해한다는 문제가 제기되어 분쟁을 신속히 종결하는 전략적 봉쇄소송 규제법(Anti-SLAPP law)가 제정된 곳도 있다. 미국의 캘리포니아 주에서 최초로 전략적 봉쇄소송 규제법을 제정했고, 미국의 10개 주 이상이 이를 계수했다.

## 특징
전략적 봉쇄소송은 정치적 표현행위를 억압하기 위한 소송이다. 소송으로 인해 정치적 쟁점이 명예훼손, 업무방해 등 법률적 쟁점으로 변이되는 현상, 분쟁의 장이 정치적 공론장에서 법원으로 옮겨가는 현상, 분쟁의 쟁점이 환경파괴나 재개발 등으로 인한 시민의 손해에서 명예훼손, 업무방해 등으로 인한 제소자의 손해로 변이되는 현상이 나타난다.

## 국내 사례
노무현 전 대통령이 한나라당 김문수 의원, 조선일보, 중앙일보, 동아일보, 한국일보 등을 상대로 손해배상청구소송을 제기한 사례.
이명박 전 대통령이 오마이뉴스를 상대로 정정보도청구, 손해배상 조정 신청을 한 사례.
박근혜 정권의 김기춘 비서실장이 CBS를 상대로 정정보도 및 손해배상 청구를 한 사례.

## 대안
미국에는 전략적 봉쇄소송 규제법(Anti SLAAP)이 있다. 캘리포니아주 민사소송법의 Anti-SLAPP 챕터가 대표적이다. 전략적 봉쇄소송의 상대방이 본안 전에 특별소각하 신청을 할 수 있도록 한 조항이 있다.
전략적 봉쇄소송에 대한 역 전략적 봉쇄소송(SLAPP Back)을 규정하는 것이 방법이 될 수도 있다.
국내에는 소권남용 법리를 적용하여 전략적 봉쇄소송을 소권남용의 소로 보아 조기에 각하하자는 견해가 있다.
안호영 의원 등 이 2017. 2. 17. 민사소송법 일부 개정법률안을 발의하여 전략적 봉쇄소송의 조기각하제도를 도입하려고 시도했다. 박주민 의원 등이 2020. 12. 29. 국가등의 괴롭힘소송에 관한 특례법안을 발의하여, 조기각하제도, 반소(SLAPPBack) 제도 등을 도입하려고 시도했다. 최기상 의원 등이 2021. 5. 11. 민사소송법 일부 개정 법률안을 발의하여 중간판결 제도를 활용한 전략적 봉쇄소송의 조기 각하를 가능하게 하려고 시도했다.

## 같이 보기
- 정지명령
- DARVO
- 공공 참여
- 승소가능성이 없는 사건